# Proteína inactivadora de ribosomas (RIP)
Las proteínas inactivadoras de ribosomas o RIP (acrónimo del inglés Ribosome Inactivating Protein) son proteínas presentes en un gran número de especies vegetales y también en algunas bacterias y hongos, que provocan la inhibición catalítica e irreversible de la biosíntesis proteica.

## Actividad enzimática
Las RIP son N-glicosidasas (EC 3.2.2.22) que actúan sobre el ARN mayor de los ribosomas de mamíferos y, en algunos casos, de plantas, bacterias y hongos.

Estas proteínas eliminan una adenina específica localizada en el centro de un bucle de ARN ribosómico muy conservado a lo largo de la evolución, que está implicado en la interacción del ribosoma con el factor de elongación 2 en eucariotas o G en procariotas. 

La eliminación de la adenina anterior impide al ribosoma fijar los factores de elongación, de modo que se detiene la traslocación de la cadena polipeptídica, lo que provoca la interrupción de la síntesis de proteínas y la muerte celular.

Las RIPs también pueden actuar sobre otros sustratos polinucleótidos (como el ARN de transferencia, el ARN mensajero, el ARN viral y el ADN genómico), por lo que estos efectos se han englobado en una única actividad glicosidasa de polinucleótido.

## Clasificación
Las RIP se clasifican en dos grupos:

- tipo 1 (como la saporina S6[7]), formadas por una cadena polipeptídica con actividad N-glicosidasa.
- tipo 2 (como la ricina, la abrina[8] y la nigrina b[9]), que contienen dos tipos distintos de cadenas polipeptídicas: una activa (A), con actividad N-glicosidasa, y una cadena B (“binding” o de unión) con propiedades biológicas de lectina. Las RIP de tipo 2 pueden ser heterodiméricas [AB] o tetraméricas [(AB)2].

## Papel biológico
Uno de los principales cometidos que se les atribuye es la defensa frente a patógenos (virus, bacterias, hongos y determinados insectos). 

También se ha descrito que algunas RIPs ejercen una acción reguladora en las células, deteniendo las funciones vitales de aquellas destinadas a morir.

## Aplicaciones
La principal aplicación de estas proteínas es su empleo como parte tóxica de inmunotoxinas para el tratamiento de diversos tipos de cáncer y de algunas enfermedades virales, como el SIDA.